# Serapicamptis cytherea
Serapicamptis cytherea är en orkidéart som först beskrevs av Brigitte Baumann och Helmut Baumann, och fick sitt nu gällande namn av H.Kretzschmar, Eccarius. Serapicamptis cytherea ingår i släktet Serapicamptis och familjen orkidéer.
Artens utbredningsområde är Grekland. Inga underarter finns listade i Catalogue of Life.